# ソウル軽電鉄新林線
ソウル軽電鉄新林線（ソウルけいでんてつシンリムせん）は、大韓民国ソウル特別市永登浦区のセッカン駅から冠岳区の冠岳山駅を結ぶ、南ソウル軽電鉄株式会社が運営する軽電鉄（新交通システム）路線である。

## 概要
ソウル市では2016年12月開通目標とし収益型民間資本事業として推進された軽電鉄事業である。道路拡張が限界に達し、地下鉄を建設するに需要と財政が不足している状態で、ソウル南部地域の公共交通難解消と2号線、7号線、9号線と国鉄連携を通じたソウル東・西・北側交通網を構築して、都市交通問題を解消するために環境にやさしい公共交通機関で導入した総事業費7,422億ウォン（基本計画）、総延長7.8km、駅10箇所、車両基地1箇所規模の地下ライトレールである。
ソウル軽電鉄牛耳新設線と同じように、すべての駅にエレベーター、ホームドアなどの設備設置はもちろん、駅務室と切符売り場などを取り除いた無人システムで運営される。
- 総延長：7.8km
- 駅数：11駅
- 運行方式：無人自動運転
- 総事業費：7,422億ウォン(基本計画)
- 着工時期：2015年9月7日
- 開通時期：2022年5月28日
- 施行方式：民間投資事業 (BTO)

## 沿革
- 2006年3月：民間事業者提案提出。
- 2008年11月：ソウル特別市10年の都市鉄道基本計画の承認（国土海洋部）[6]。
- 2009年11月：第三者提案発表[7]。
- 2010年2月：事業提案書受理[8][9]。
- 2010年3月：交渉対象者指定[10]。
- 2010年4月：交渉開始。
- 2014年12月：交渉終了。
- 2015年4月：民間投資審議委員会議決。
- 2015年9月7日：起工式。
- 2017年2月3日：着工。
- 2022年5月28日：開業。

## 路線
- 駅所在地は全線ソウル特別市内。

### 本線
| 駅番号 | 駅名                         | 駅名                       | 駅名                                                       | 駅間キロ (km) | 累計キロ (km) | 接続路線                                 | 所在地   |
| 駅番号 | 日本語                       | ハングル                   | 英語                                                       | 駅間キロ (km) | 累計キロ (km) | 接続路線                                 | 所在地   |
| ------ | ---------------------------- | -------------------------- | ---------------------------------------------------------- | ------------- | ------------- | ---------------------------------------- | -------- |
| S401   | セッカン駅                   | 샛강역                     | Saetgang                                                   | 0.0           | 0.0           | ソウル市メトロ9号線（企業）：9号線 (916) | 永登浦区 |
| S402   | 大方（聖愛病院）駅           | 대방(성애병원)역           | Daebang (Sungae Hospital)                                  | 0.6           | 0.6           | 韓国鉄道公社：1号線（京釜電鉄線） (137)  | 永登浦区 |
| S403   | ソウル地方兵務庁駅           | 서울지방병무청역           | Seoul Regional Office of Military Manpower                 | 0.9           | 1.5           |                                          | 永登浦区 |
| S404   | ポラメ駅                     | 보라매역                   | Boramae                                                    | 0.6           | 2.1           | ソウル交通公社：7号線 (742)              | 銅雀区   |
| S405   | ポラメ公園駅                 | 보라매공원역               | Boramae Park                                               | 0.6           | 2.7           | 蘭谷支線                                 | 銅雀区   |
| S406   | ポラメ病院（専門建設会館）駅 | 보라매병원(전문건설회관)역 | Boramae Medical Center (Korea Specialty Contractor Center) | 0.8           | 3.5           |                                          | 銅雀区   |
| S407   | 堂谷駅                       | 당곡역                     | Danggok                                                    | 0.5           | 4.0           |                                          | 冠岳区   |
| S408   | 新林駅                       | 신림역                     | Sillim                                                     | 0.7           | 4.7           | ソウル交通公社：2号線 (230)              | 冠岳区   |
| S409   | 書院駅                       | 서원역                     | Seowon                                                     | 0.7           | 5.4           |                                          | 冠岳区   |
| S410   | ソウル大ベンチャータウン駅   | 서울대벤처타운역           | Seoul National Univ. Venture Town                          | 1.1           | 6.5           |                                          | 冠岳区   |
| S411   | 冠岳山（ソウル大）駅         | 관악산(서울대)역           | Gwanaksan (Seoul National Univ.)                           | 1.1           | 7.6           |                                          | 冠岳区   |

### 蘭谷支線
- 乗り換え駅を除き、駅名は仮称である。

| 駅番号 | 駅名         | 駅名         | 駅名          | 駅間キロ (km) | 累計キロ (km) | 接続路線                    | 所在地 |
| 駅番号 | 日本語       | ハングル     | 英語          | 駅間キロ (km) | 累計キロ (km) | 接続路線                    | 所在地 |
| ------ | ------------ | ------------ | ------------- | ------------- | ------------- | --------------------------- | ------ |
| S405   | ポラメ公園駅 | 보라매공원역 | Boramae Park  | 0.6           | 2.7           | 本線                        | 銅雀区 |
|        | 新大方駅     | 신대방역     | Sindaebang    |               |               | ソウル交通公社：2号線 (231) | 銅雀区 |
|        | 棗園駅       | 조원역       | Jowon         |               |               |                             | 冠岳区 |
|        | 蘭谷サゴリ駅 | 난곡사거리역 | Nangoksageori |               |               |                             | 冠岳区 |
|        | 新林公園駅   | 신림공원역   | Sillim Park   |               |               |                             | 冠岳区 |
|        | 蘭谷市場駅   | 난곡시장역   | Nangok Market |               |               |                             | 冠岳区 |
|        | ウリム市場駅 | 우림시장역   | Woolim Market |               |               |                             | 冠岳区 |
|        | 蘭谷駅       | 난곡역       | Nangok        |               |               |                             | 冠岳区 |

## 車両仕様
- 車両型式：K-AGT ゴム車輪（完全無人自動運転方式）[11]
- 車両形式：南ソウル軽電鉄SL000系
  - SL01からSL12までの、12編成が導入された。
- 車両規格：幅2.4m, 高さ3.5m, 長さ28.92m
- 編成：3両 1編成
- 定員：158名
- 運行速度：最高60km/h

## 蘭谷線
蘭谷線は新林線の支線としてボラメ公園駅から分岐し、新大方駅を経る4.3kmのルートである。当初、誘導高速車両を運行する計画だったが、地上の交通渋滞の懸念に新林線のボラメ公園駅から分岐する案に修正された。

## 今後の計画
- 収益型民間投資事業として推進され、施設の所有権は竣工と同時にソウル特別市に帰属し、民間事業者が運営開始日から30年間運営される[10]。